# Le Voyage de James à Jérusalem
Pour plus de détails, voir Fiche technique et Distribution.
Le Voyage de James à Jérusalem (מסעות ג'יימס בארץ הקודש, Massa'ot James Be'eretz Hakodesh) est un film israélien réalisé par Ra'anan Alexandrowicz, sorti en 2003.

## Synopsis
James est choisi par les habitants de son village de Entshongweni, en Afrique, pour se rendre en leur nom en pèlerinage à Jérusalem. À peine arrivé en Israël, il est empêché d'entrer dans le pays et enfermé avec d'autres migrants. Shimi Shabati paye sa caution et l'inclut dans son groupe d'immigrés qu'il fait travailler clandestinement sur les marchés et chez les particuliers. Malgré sa naïveté biblique, James s'accommode de son sort dans l'attente d'avoir remboursé sa caution. Il devient même l'homme de ménage préféré du père de Shimi.

## Fiche technique
- Titre : Le Voyage de James à Jérusalem
- Titre original : מסעות ג'יימס בארץ הקודש (Massa'ot James Be'eretz Hakodesh)
- Réalisation : Ra'anan Alexandrowicz
- Scénario : Ra'anan Alexandrowicz et Sami Duenias
- Musique : Ehud Banai, Noam Halevi et Gil Smetana
- Photographie : Shark De Mayo
- Montage : Ron Goldman
- Production : Amir Harel
- Société de production : Lama Films
- Société de distribution : ID Distribution (France)
- Pays d'origine : Israël
- Genre : Comédie dramatique
- Durée : 91 minutes
- Dates de sortie :
  - Quinzaine des réalisateurs, Cannes, 19 mai 2003 ;
  - Israël : 8 janvier 2004 ;
  - France, sortie nationale : 18 février 2004.

## Distribution
- Siyabonga Melongisi Shibe : James
- Salim Dau : Shimi Shabati
- Arieh Elias : Sallah Shabati, le père de Shimi
- Sandra Schonwald : Rachel, l'épouse de Shimi
- Ya'akov Ronen Morad : le policier corrompu par Shimi
- Hugh Masebenza : Skomboze, un autre des travailleurs de Shimi
- Florence Bloch : Re'uma, la voisine des Shabati
- Yael Levental : l'officier de l'Immigration
- David Nabegamabo : le pasteur

## Récompenses
- Neuf nominations pour les Ophirs du cinéma 2003, dont deux prix : Meilleur acteur pour Arieh Elias et Meilleure musique pour Ehud Banay.